# Principio de irrenunciabilidad de derechos
En Derecho laboral, se conoce como principio de irrenunciabilidad de derechos a aquel que limita la autonomía de la voluntad para ciertos casos específicos relacionados con los contratos individuales de trabajo.
Bajo este principio, el trabajador está imposibilitado de privarse, voluntariamente, de las garantías que le otorga la legislación laboral, aunque sea por beneficio propio. Se establece que aquello que sea renunciado estará viciado de nulidad absoluta. La autonomía de la voluntad no tiene ámbito de acción para los derechos irrenunciables. Esto evidencia que el principio de la autonomía de la voluntad de Derecho privado se ve severamente limitado en el Derecho laboral.
Así, por ejemplo, un trabajador no puede renunciar a su salario, o aceptar uno que sea menor al mínimo establecido por el ordenamiento; si la jornada de trabajo diaria máxima es de 12 horas, un trabajador no puede pedirle a su empleador que le deje trabajar durante 18 horas.

## Recepción del principio

### Perú:
El Tribunal Constitucional de Perú, en la causa STC N.º 2906-2002-AA/TC, ha señalado lo siguiente:
“La  Constitución  protege  al  trabajador  aún  respecto  de  sus  actos  propios,  cuando pretenda renunciar a los derechos y beneficios que por mandato constitucional y legal le corresponden,  evitando  que,  por  desconocimiento  –y  sobre  todo  en  los  casos  de amenaza, coacción o violencia– se perjudique.”

### Chile:
En la legislación chilena este principio se encuentra recogido en el Código del Trabajo de Chile, el cual en su artículo 5 menciona: 
"El ejercicio de las facultades que la ley le reconoce al empleador, tiene como límite el respeto a las garantías constitucionales de los trabajadores, en especial cuando pudieran afectar la intimidad, la vida privada o la honra de éstos.  Los derechos establecidos por las leyes laborales son irrenunciables, mientras subsista el contrato de trabajo. Los contratos individuales y los instrumentos colectivos de trabajo podrán ser modificados, por mutuo consentimiento, en aquellas materias en que las partes hayan podido convenir libremente".
Así mismo, el Código Civil Chileno menciona el mismo principio en su artículo 12, haciéndolo extensivo a materias civiles. 
De este mismo modo, los tribunales chilenos actúan en consecuencia, igualmente lo hace la Dirección del Trabajo. 

## Precisiones
Debe precisarse que un derecho de naturaleza laboral puede provenir de una norma dispositiva o taxativa. En ese contexto, la irrenunciabilidad es sólo operativa en el caso de la segunda. La norma dispositiva es aquella que opera sólo cuando no existe manifestación de voluntad o cuando ésta se expresa con ausencia de claridad. El Estado las hace valer únicamente por defecto u omisión en la expresión de voluntad de los sujetos de la relación laboral.
Las normas dispositivas se caracterizan por suplir o interpretar una voluntad no declarada o precisar y aclararla por defecto de manifestación; y por otorgar a los sujetos de una relación laboral la atribución de regulación con pleno albedrío dentro del marco de la Constitución y la ley.
Ante este tipo de modalidad normativa, el trabajador puede libremente decidir sobre la conveniencia, o no, de ejercitar total o parcialmente un derecho de naturaleza individual. Al respecto, puede citarse el caso del derecho a vacaciones contemplado en el Decreto Legislativo N.º 713 del Sistema Jurídico Peruano, en donde se establece que el trabajador tiene derecho a treinta días naturales de descanso 
remunerado al año y, dentro de ese contexto, por la prerrogativa de la voluntad establecida en dicha norma, este puede disponer hasta de quince días para continuar prestando servicios a su empleador, a cambio de una compensación extraordinaria. Por ende, tiene la capacidad autodeterminativa de decidir un “canje” sobre aquello.